# 特魯季
51°9′39″N 26°14′55″E / 51.16083°N 26.24861°E
特魯季（烏克蘭語：Труди），是烏克蘭的村落，位於該國西北部羅夫諾州，由薩爾內區負責管轄，始建於1914年，面積0.422平方公里，海拔高度161米，2001年人口178，人口密度每平方公里421.8人。